# 인조반정 (영화)
"인조반정"은 1967년 공개된 대한민국의 영화이다.

## 배역
- 신영균 -
- 남정임
- 박노식 - 이이첨 역
- 도금봉 - 김개시 역
- 변기종 - 이정국 역
- 박암 - 광해군 역
- 주증녀
- 안은숙
- 한재경
- 이성섭
- 이기영
- 안인숙
- 임운학
- 이운성
- 조덕성
- 석운아
- 장인한
- 정득순
- 김웅
- 박병기
- 김기범
- 임해림
- 김수천
- 임동훈
- 마도식
- 임생출
- 김월성
- 나일
- 임애심
- 지계순